# Ardoyne
Ardoyne (iriska: Ard Eoin) är ett distrikt i norra Belfast, känt för den rad incidenter som inträffat under The Troubles i Nordirland. Ardoyne är en populär turistattraktion för dem som vill se väggmålningarna och det som hänt under The Troubles.
Området är katolskt och nationalistiskt, och gränsar till unionistiska Shankill Road, vilket har fått följden att många våldsamheter inträffat här. En mur skiljer områdena åt.
Ardoyne har cirka 6 000 invånare. 500 av dem dömdes till fängelse under The Troubles och 99 dog. 
Namnet kommer ifrån det gaeliska Ard Eoin.
Varje år marscherar Oranienorden genom Ardoyne vilket brukar resultera i gatustrider. Gatustriderna under 2010 anses ha varit de värsta sedan Långfredagsavtalet skrevs på. Stark kritik har framförts mot hur Sinn Fein har hanterat frågan de senaste åren.